# Províncias da Costa Rica
Costa Rica consiste de sete províncias (provincias):
| 1. | Alajuela   | (norte; ao norte da capital San José) | Províncias da Costa Rica |
| 2. | Cartago    | (centro)                              | Províncias da Costa Rica |
| 3. | Guanacaste | (noroeste)                            | Províncias da Costa Rica |
| 4. | Heredia    | (norte)                               | Províncias da Costa Rica |
| 5. | Limón      | (costa do Caribe)                     | Províncias da Costa Rica |
| 6. | Puntarenas | (sudoeste)                            | Províncias da Costa Rica |
| 7. | San José   | (área ao redor da capital)            | Províncias da Costa Rica |

| Província  | População (censo 2000) | % do total | Densidade Pop (/km²) | Área   | % do total |
| ---------- | ---------------------- | ---------- | -------------------- | ------ | ---------- |
| San José   | 1,345,750              | 35.3%      | 271.3                | 11,266 | 22.1%      |
| Alajuela   | 716,286                | 18.8%      | 73.4                 | 10,141 | 19.8%      |
| Cartago    | 432,395                | 11.3%      | 138.4                | 9,754  | 19.1%      |
| Puntarenas | 357,483                | 9.4%       | 31.7                 | 9,189  | 18.0%      |
| Heredia    | 354,732                | 9.3%       | 133.5                | 4,960  | 9.7%       |
| Limón      | 339,295                | 8.9%       | 36.9                 | 3,125  | 6.1%       |
| Guanacaste | 264,238                | 6.9%       | 26.1                 | 2,657  | 5.2%       |
| Costa Rica | 3,810,179              |            | 74.6                 | 51,092 |            |

As províncias subdividem-se em cantões (cantones), e estes se subdividem em distritos (distritos).